# Середнє Побужжя (регіональний ландшафтний парк)
Регіона́льний ландша́фтний парк «Сере́днє Побу́жжя» — регіональний ландшафтний парк загальнодержавного значення в Україні. Об'єкт природно-заповідного фону Вінницької області. 
Розташований у межах Тиврівського району Вінницької області, вздовж річки Південний Буг. 
Площа 2618,2 га (фактична 2527,0 га). Створений у 2008 році. Перебуває у віданні: Сутиська селищна рада, Тиврівська селищна рада, Довгополівська с/р, Дзвониська с/р, Шендерівська с/р, Колюхівська с/р, Маловулизька с/р. 
Парк створено для збереження цілісності природного комплексу долини та акваторії Південного Бугу. Рослинність представлена бореальними (тайговими), неморальними (широколисті ліси), понтичними (степовими) видами. Трапляються рідкісні ендемічні та реліктові види. 
Окрасою парку є пороги на річці Південний Буг, що сформувались у тих місцях, де на поверхню виходять кристалічні породи Українського щита. Вони часто утворюють каскади та простягаються на відстань до кількох кілометрів. Окремі брили граніту піднімаються над водою до 1,5 м. 
Долина річки Південний Буг має велике значення для збереження біотичного розмаїття, потребує захисту й раціонального використання своїх ресурсів.

### Території ПЗФ у складі РЛП «Середнє Побужжя»
Нерідко, оголошенню національного парку або заповідника передує створення одного або кількох об'єктів природно-заповідного фонду місцевого значення. В результаті, великий НПП фактично поглинає раніше створені ПЗФ. Проте їхній статус зазвичай зберігають. 
До складу території регіонального ландшафтного парку «Середнє Побужжя» входять такі об'єкти ПЗФ України:
- Парк-пам'ятка садово-паркового мистецтва місцевого значення «Сутиський парк»
- Ботанічний заказник місцевого значення «Крутосхили»
- Ботанічний заказник місцевого значення «Закрута»
- Ботанічна пам'ятка природи місцевого значення «Буковий гай»
- Ботанічна пам'ятка природи місцевого значення «Буковий ліс»